# Fougax-et-Barrineuf
Fougax-et-Barrineuf (Fogats e Barrinòu en occitan languedocien) est une commune française, située dans l'est du département de l'Ariège en région Occitanie. Sur le plan historique et culturel, la commune fait partie du pays d'Olmes, haut lieu de la tragédie cathare alliant des paysages d'une extrême diversité.
Exposée à un climat océanique altéré, elle est drainée par l'Hers-Vif, le ruisseau de Saint-Nicolas, le ruisseau de Malard et par divers autres petits cours d'eau. La commune possède un patrimoine naturel remarquable : deux sites Natura 2000 (les « gorges de la Frau et Bélesta » et « Garonne, Ariège, Hers, Salat, Pique et Neste ») et huit zones naturelles d'intérêt écologique, faunistique et floristique.
Fougax-et-Barrineuf est une commune rurale qui compte 430 habitants en 2022, après avoir connu un pic de population de 1 909 habitants en 1851. Elle fait partie de l'aire d'attraction de Lavelanet. Ses habitants sont appelés les Fougaxéens ou Fougaxéennes.

## Géographie

### Localisation
1. Carte dynamique
2. Carte Openstreetmap
3. Carte topographique
4. Carte avec les communes environnantes

La commune de Fougax-et-Barrineuf se trouve dans le département de l'Ariège, en région Occitanie.
Elle se situe à 25 km à vol d'oiseau de Foix, préfecture du département, à 35 km de Pamiers, sous-préfecture, et à 7 km de Lavelanet, bureau centralisateur du canton du Pays d'Olmes dont dépend la commune depuis 2015 pour les élections départementales.
La commune fait en outre partie du bassin de vie de Lavelanet.
Les communes les plus proches sont : 
Bénaix (4,0 km), L'Aiguillon (4,2 km), Bélesta (4,3 km), Montségur (4,9 km), Saint-Jean-d'Aigues-Vives (5,3 km), Lesparrou (5,7 km), Villeneuve-d'Olmes (6,6 km), Lavelanet (6,9 km).
Sur le plan historique et culturel, Fougax-et-Barrineuf fait partie du pays d'Olmes, haut lieu de la tragédie cathare alliant des paysages d'une extrême diversité.
Les communes limitrophes sont  Belcaire, Bélesta, Bénaix, Comus, L'Aiguillon, Montségur et Roquefeuil.
| Bénaix       | L'Aiguillon         |                             |
| Montségur    | Fougax-et-Barrineuf | Bélesta                     |
| Comus (Aude) | Belcaire (Aude)     | Roquefeuil (Aude, sur 30 m) |

Commune située dans les Pyrénées ariégeoises, elle est limitrophe du département de l'Aude.

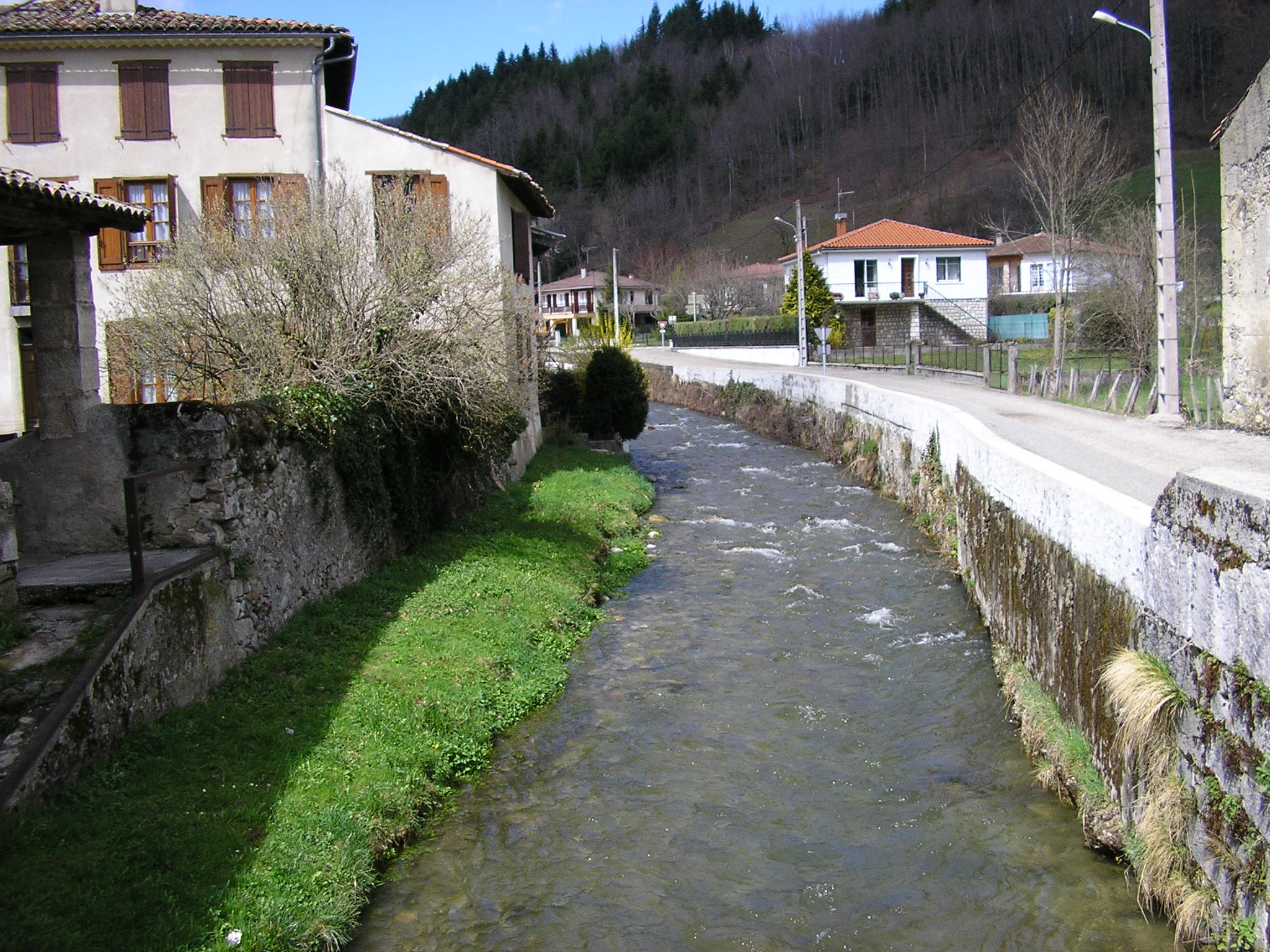
Le Lasset à Fougax-et-Barrineuf.

### Géologie et relief
La commune est située dans les Pyrénées, une chaîne montagneuse jeune, érigée durant l'ère tertiaire (il y a 40 millions d'années environ), en même temps que les Alpes. Les terrains affleurants sur le territoire communal sont constitués de roches sédimentaires datant du Mésozoïque, anciennement appelé Ère secondaire, qui s'étend de −252,2 à −66,0 Ma. La structure détaillée des couches affleurantes est décrite dans la feuille « n°1076 - Lavelanet » de la carte géologique harmonisée au 1/50 000ème du département de l'Ariège, et sa notice associée.
La superficie cadastrale de la commune publiée par l’Insee, qui sert de références dans toutes les statistiques, est de 31,48 km2,. La superficie géographique, issue de la BD Topo, composante du Référentiel à grande échelle produit par l'IGN, est quant à elle de 31,49 km2. Son relief est particulièrement escarpé puisque la dénivelée maximale atteint 609 mètres. L'altitude du territoire varie entre 511 m et 1 120 m.

### Hydrographie

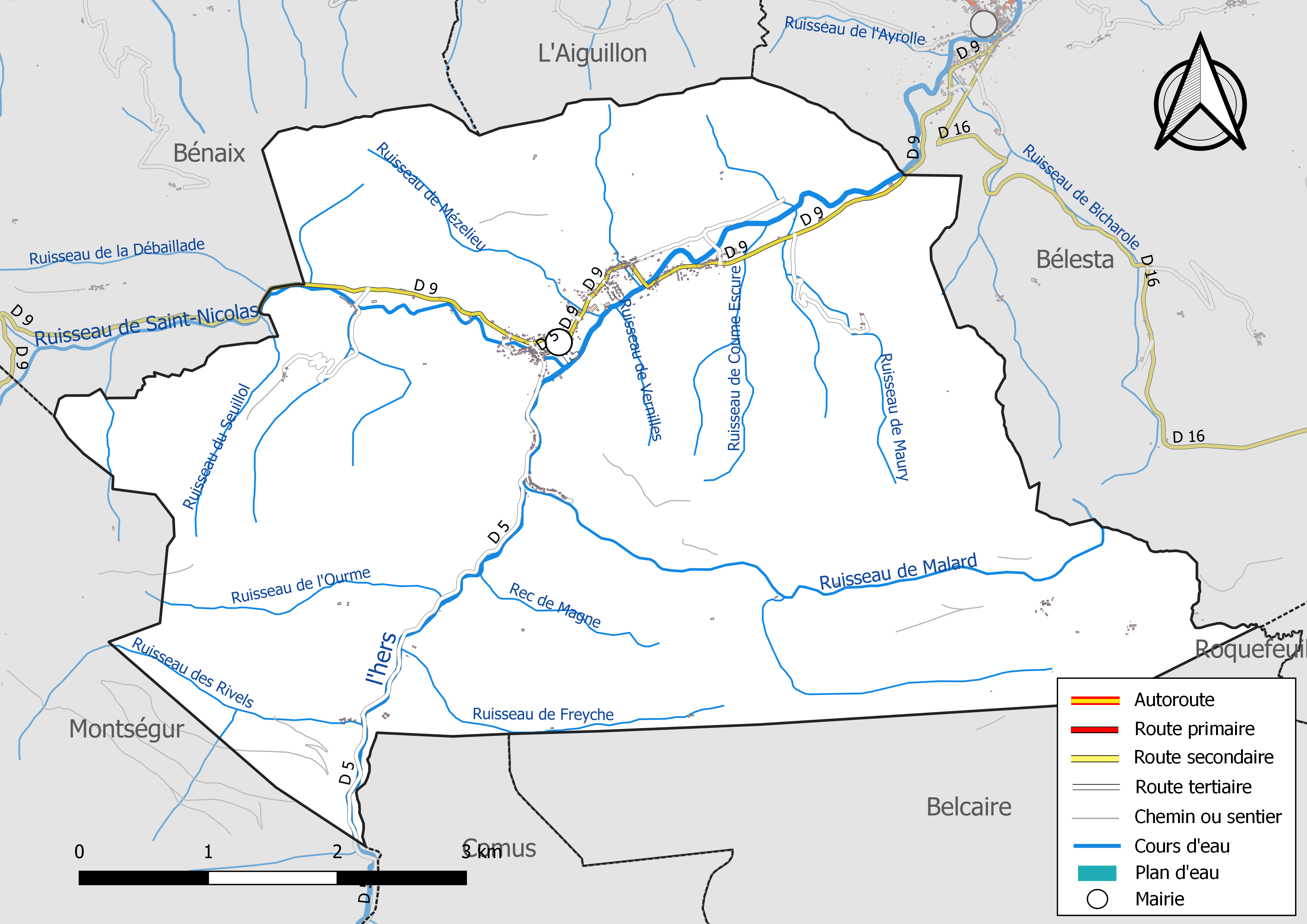
Réseaux hydrographique et routier de Fougax-et-Barrineuf.

La commune est dans le bassin versant de la Garonne, au sein du bassin hydrographique Adour-Garonne. Elle est drainée par l'Hers-Vif, le ruisseau de Saint-Nicolas, le ruisseau de Malard, Rec de Coume Tournière, Rec de Magne, le ruisseau de Coume Escure, le ruisseau de Freyche, le ruisseau de l'Ourme, le ruisseau de Maury, le ruisseau de Mézelieu, le ruisseau des Rivels, le ruisseau de Vernilles, le ruisseau du Seuillol et par divers petits cours d'eau, constituant un réseau hydrographique de 48 km de longueur totale,.
L'Hers-Vif, d'une longueur totale de 134,9 km, prend sa source dans la commune de Prades et s'écoule du sud vers le nord. Il traverse la commune et se jette dans l'Ariège à Cintegabelle, après avoir traversé 41 communes.
Le ruisseau de Saint-Nicolas, d'une longueur totale de 13,6 km, prend sa source dans la commune de Montségur et s'écoule du sud-ouest vers le nord-est. Il traverse la commune et se jette dans l'Hers-Vif sur le territoire communal, après avoir traversé 4 communes.

### Climat
Pour des articles plus généraux, voir Climat de l'Occitanie et Climat de l'Ariège.
En 2010, le climat de la commune est de type climat océanique altéré, selon une étude s'appuyant sur une série de données couvrant la période 1971-2000. En 2020, Météo-France publie une typologie des climats de la France métropolitaine dans laquelle la commune est exposée à un climat de montagne et est dans la région climatique Pyrénées centrales, caractérisée par une pluviométrie annuelle de 1 000 à 1 200 mm.
Pour la période 1971-2000, la température annuelle moyenne est de 11,5 °C, avec une amplitude thermique annuelle de 15,1 °C. Le cumul annuel moyen de précipitations est de 971 mm, avec 10,2 jours de précipitations en janvier et 6,5 jours en juillet. Pour la période 1991-2020, la température moyenne annuelle observée sur la station météorologique la plus proche, située sur la commune de Montferrier à 8 km à vol d'oiseau, est de 11,2 °C et le cumul annuel moyen de précipitations est de 1 438,0 mm,. Pour l'avenir, les paramètres climatiques de la commune estimés pour 2050 selon différents scénarios d'émission de gaz à effet de serre sont consultables sur un site dédié publié par Météo-France en novembre 2022.

### Milieux naturels et biodiversité

#### Réseau Natura 2000

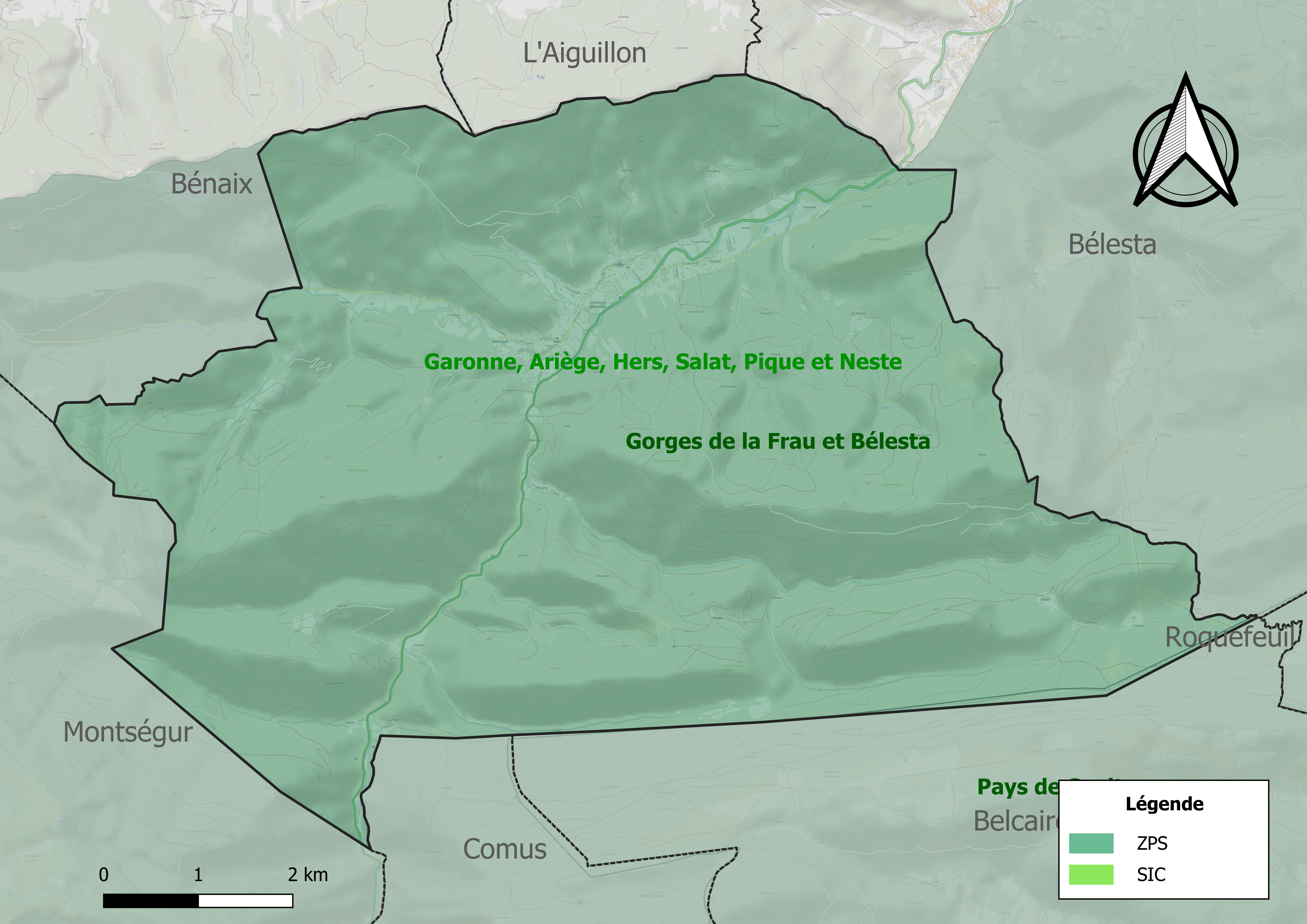
Site Natura 2000 sur le territoire communal.

Le réseau Natura 2000 est un réseau écologique européen de sites naturels d'intérêt écologique élaboré à partir des directives habitats et oiseaux, constitué de zones spéciales de conservation (ZSC) et de zones de protection spéciale (ZPS).
Un site Natura 2000 a été défini sur la commune au titre de la directive habitats :
- « Garonne, Ariège, Hers, Salat, Pique et Neste », d'une superficie de 9 581 ha, un réseau hydrographique pour les poissons migrateurs, avec des zones de frayères actives et potentielles importantes pour le Saumon en particulier qui fait l'objet d'alevinages réguliers et dont des adultes atteignent déjà Foix sur l'Ariège[27]

et un au titre de la directive oiseaux : 
- les « gorges de la Frau et Bélesta », d'une superficie de 12 360 ha, hébergent une avifaune de montagne bien représentée sur ce site avec quatorze espèces de l'annexe I qui s'y reproduisent, parmi lesquelles six espèces de rapaces diurnes et deux espèces de rapaces nocturnes[28].

#### Zones naturelles d'intérêt écologique, faunistique et floristique
L’inventaire des zones naturelles d'intérêt écologique, faunistique et floristique (ZNIEFF) a pour objectif de réaliser une couverture des zones les plus intéressantes sur le plan écologique, essentiellement dans la perspective d’améliorer la connaissance du patrimoine naturel national et de fournir aux différents décideurs un outil d’aide à la prise en compte de l’environnement dans l’aménagement du territoire.
Cinq ZNIEFF de type 1 sont recensées sur la commune :
- le « cours de l'Hers » (891 ha), couvrant 41 communes dont 32 dans l'Ariège, 7 dans l'Aude et 2 dans la Haute-Garonne[30] ;
- la « forêt du Bac d'en Filla » (239 ha), couvrant 3 communes dont 1 dans l'Ariège et 2 dans l'Aude[31] ;
- les « gorges de la Frau » (490 ha), couvrant 2 communes dont 1 dans l'Ariège et 1 dans l'Aude[32] ;
- les « montagnes de Belesta, de la Frau, de l'Ordat et de Prades » (14 014 ha), couvrant 32 communes dont 28 dans l'Ariège et 4 dans l'Aude[33] ;
- la « tourbière du Pinet » (341 ha), couvrant 4 communes dont 2 dans l'Ariège et 2 dans l'Aude[34] ;

et trois ZNIEFF de type 2, : 
- le « Grand plateau de Sault » (17 962 ha), couvrant 21 communes dont 3 dans l'Ariège et 18 dans l'Aude[35] ;
- « l'Hers et ripisylves » (1 417 ha), couvrant 41 communes dont 32 dans l'Ariège, 7 dans l'Aude et 2 dans la Haute-Garonne[36] ;
- les « montagnes d'Olmes » (31 924 ha), couvrant 33 communes dont 31 dans l'Ariège et 2 dans l'Aude[37].

Carte des ZNIEFF de type 1 et 2 à Fougax-et-Barrineuf.
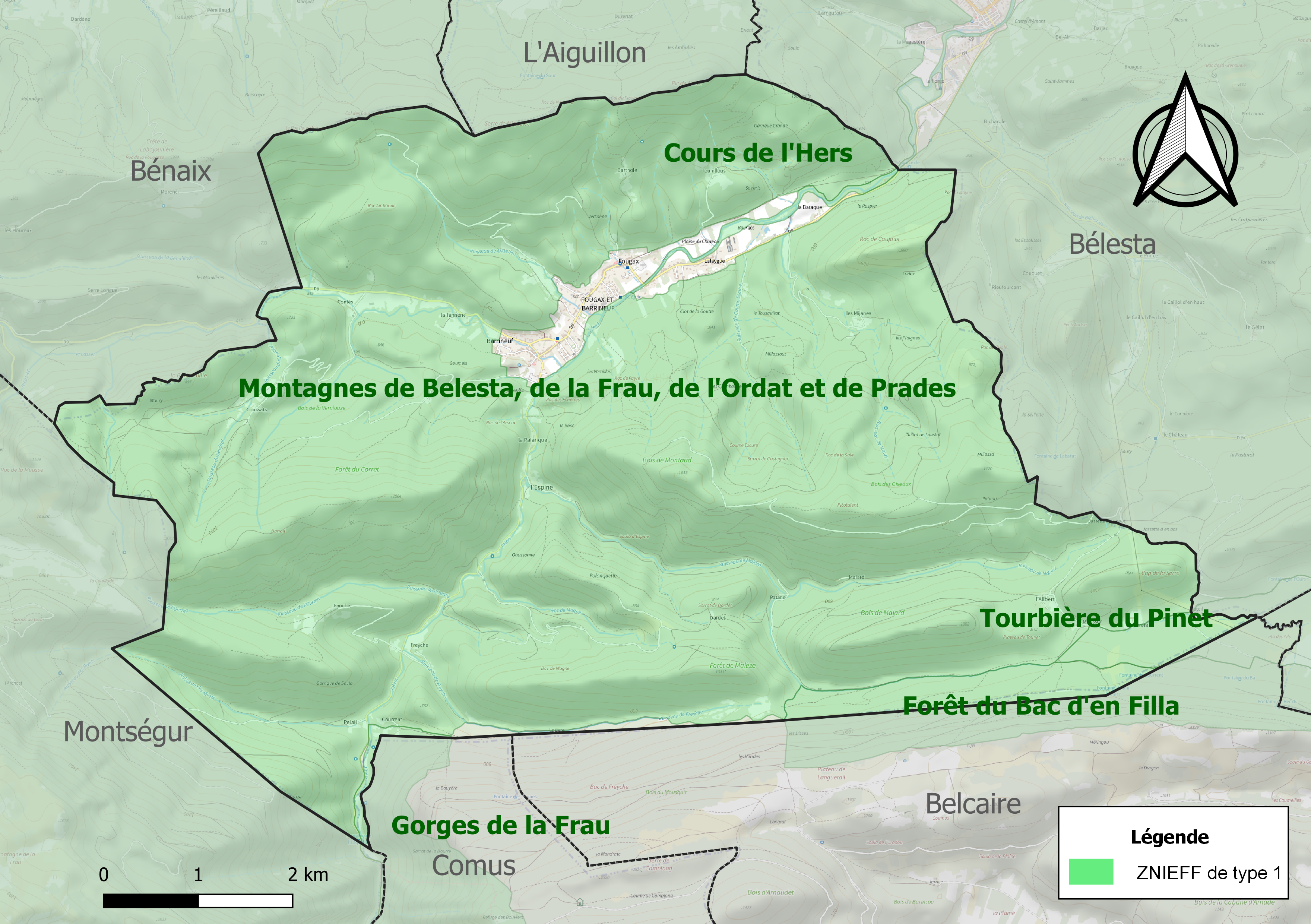
Carte des ZNIEFF de type 1 sur la commune.
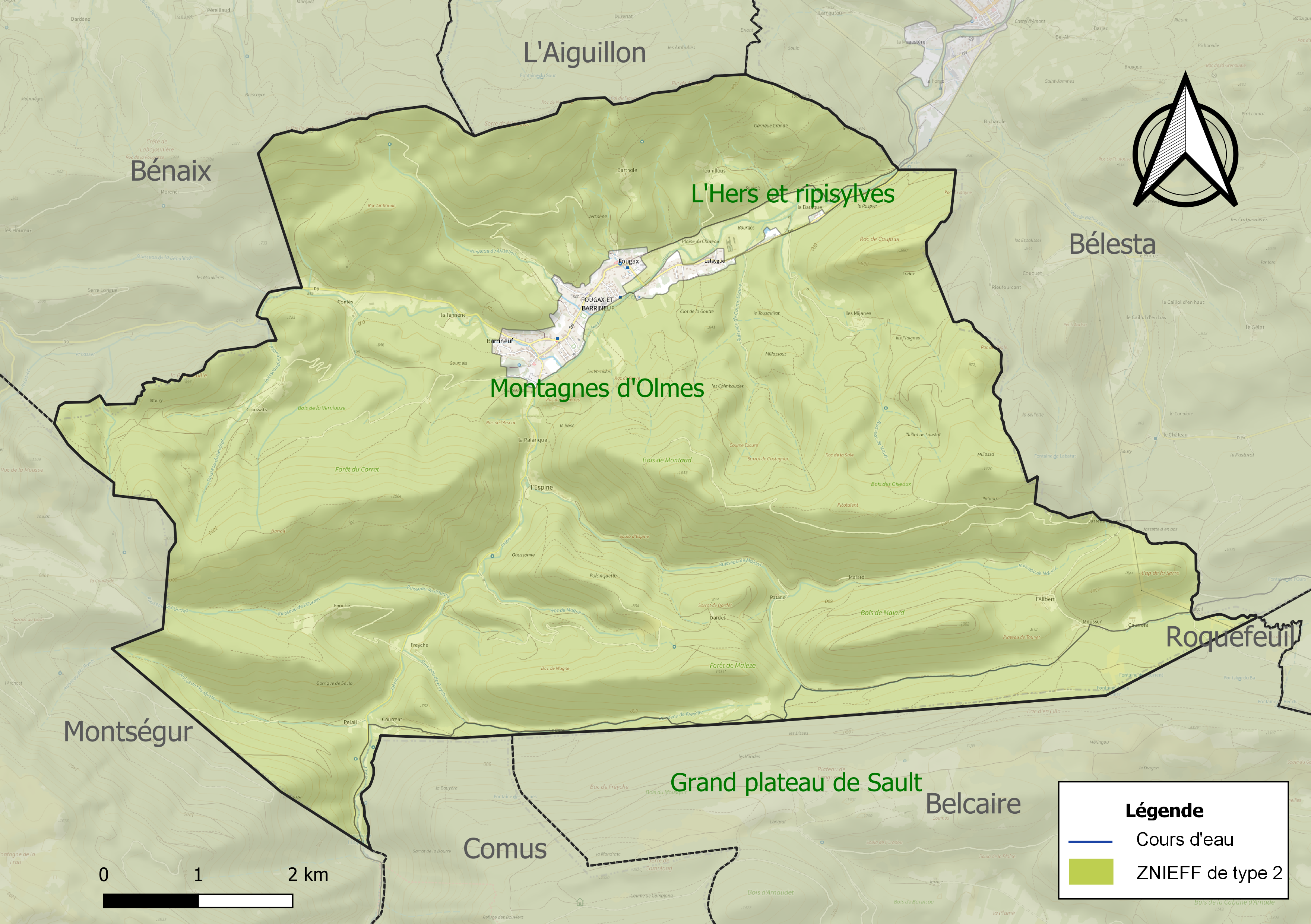
Carte des ZNIEFF de type 2 sur la commune.

## Urbanisme

### Typologie
Au 1er janvier 2024, Fougax-et-Barrineuf est catégorisée commune rurale à habitat dispersé, selon la nouvelle grille communale de densité à 7 niveaux définie par l'Insee en 2022.
Elle est située hors unité urbaine. Par ailleurs la commune fait partie de l'aire d'attraction de Lavelanet, dont elle est une commune de la couronne,. Cette aire, qui regroupe 28 communes, est catégorisée dans les aires de moins de 50 000 habitants,.

### Occupation des sols
L'occupation des sols de la commune, telle qu'elle ressort de la base de données européenne d’occupation biophysique des sols Corine Land Cover (CLC), est marquée par l'importance des forêts et milieux semi-naturels (94,3 % en 2018), une proportion identique à celle de 1990 (94,3 %). La répartition détaillée en 2018 est la suivante : 
forêts (92,6 %), zones agricoles hétérogènes (4,9 %), milieux à végétation arbustive et/ou herbacée (1,5 %), zones urbanisées (0,8 %), espaces ouverts, sans ou avec peu de végétation (0,2 %). L'évolution de l’occupation des sols de la commune et de ses infrastructures peut être observée sur les différentes représentations cartographiques du territoire : la carte de Cassini (XVIIIe siècle), la carte d'état-major (1820-1866) et les cartes ou photos aériennes de l'IGN pour la période actuelle (1950 à aujourd'hui).

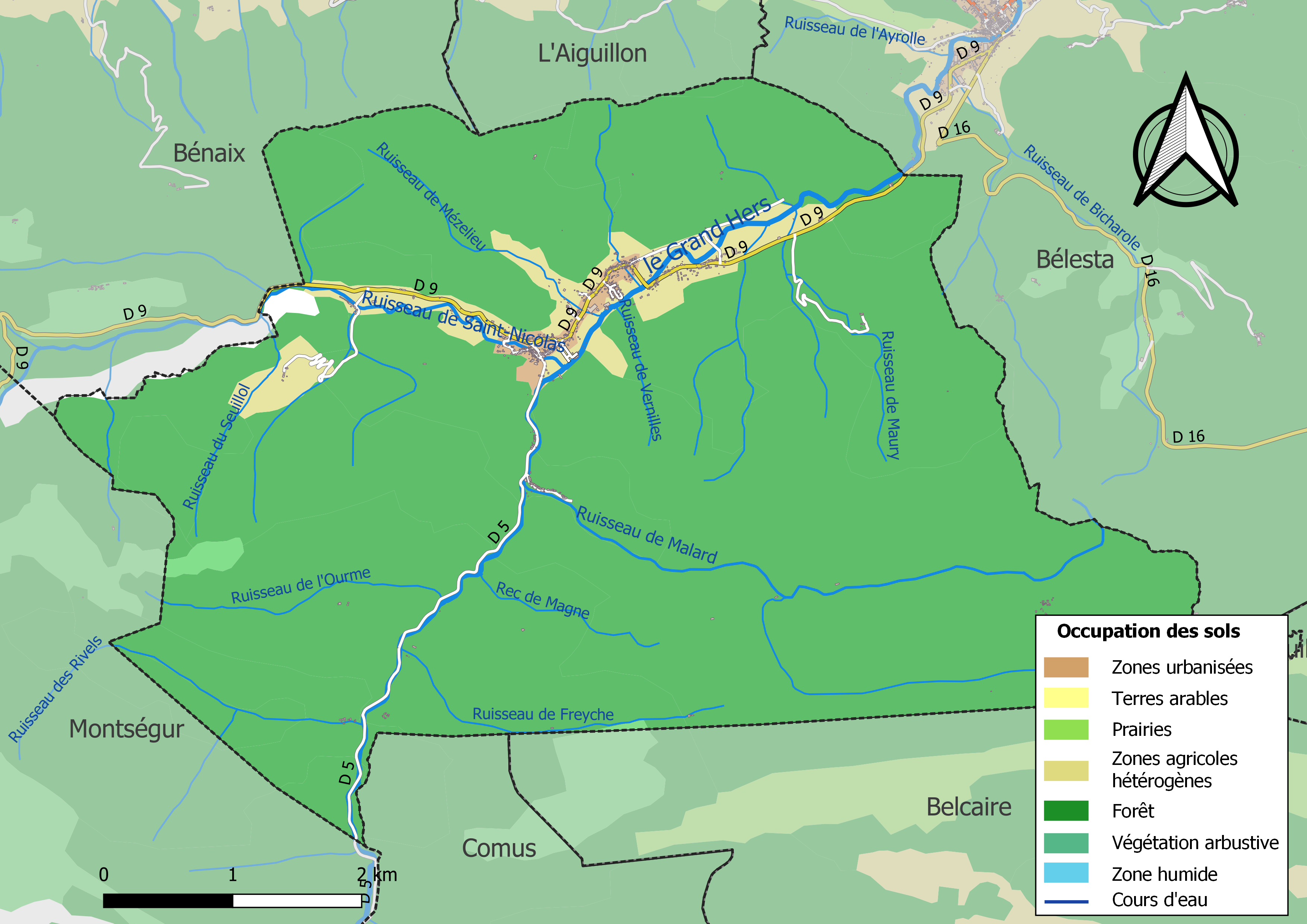
Carte des infrastructures et de l'occupation des sols de la commune en 2018 (CLC).

### Habitat et logement
En 2018, le nombre total de logements dans la commune était de 428, alors qu'il était de 416 en 2013 et de 398 en 2008.
Parmi ces logements, 50 % étaient des résidences principales, 45,8 % des résidences secondaires et 4,2 % des logements vacants. Ces logements étaient pour 94,6 % d'entre eux des maisons individuelles et pour 4,4 % des appartements.
Le tableau ci-dessous présente la typologie des logements à Fougax-et-Barrineuf en 2018 en comparaison avec celle de l'Ariège et de la France entière. Une caractéristique marquante du parc de logements est ainsi une proportion de résidences secondaires et logements occasionnels (45,8 %) supérieure à celle du département (24,6 %) et à celle de la France entière (9,7 %). Concernant le statut d'occupation de ces logements, 83,2 % des habitants de la commune sont propriétaires de leur logement (80,2 % en 2013), contre 66,3 % pour l'Ariège et 57,5 % pour la France entière.
| Typologie                                               | Fougax-et-Barrineuf | Ariège | France entière |
| ------------------------------------------------------- | ------------------- | ------ | -------------- |
| Résidences principales (en %)                           | 50                  | 65,7   | 82,1           |
| Résidences secondaires et logements occasionnels (en %) | 45,8                | 24,6   | 9,7            |
| Logements vacants (en %)                                | 4,2                 | 9,7    | 8,2            |

### Risques majeurs

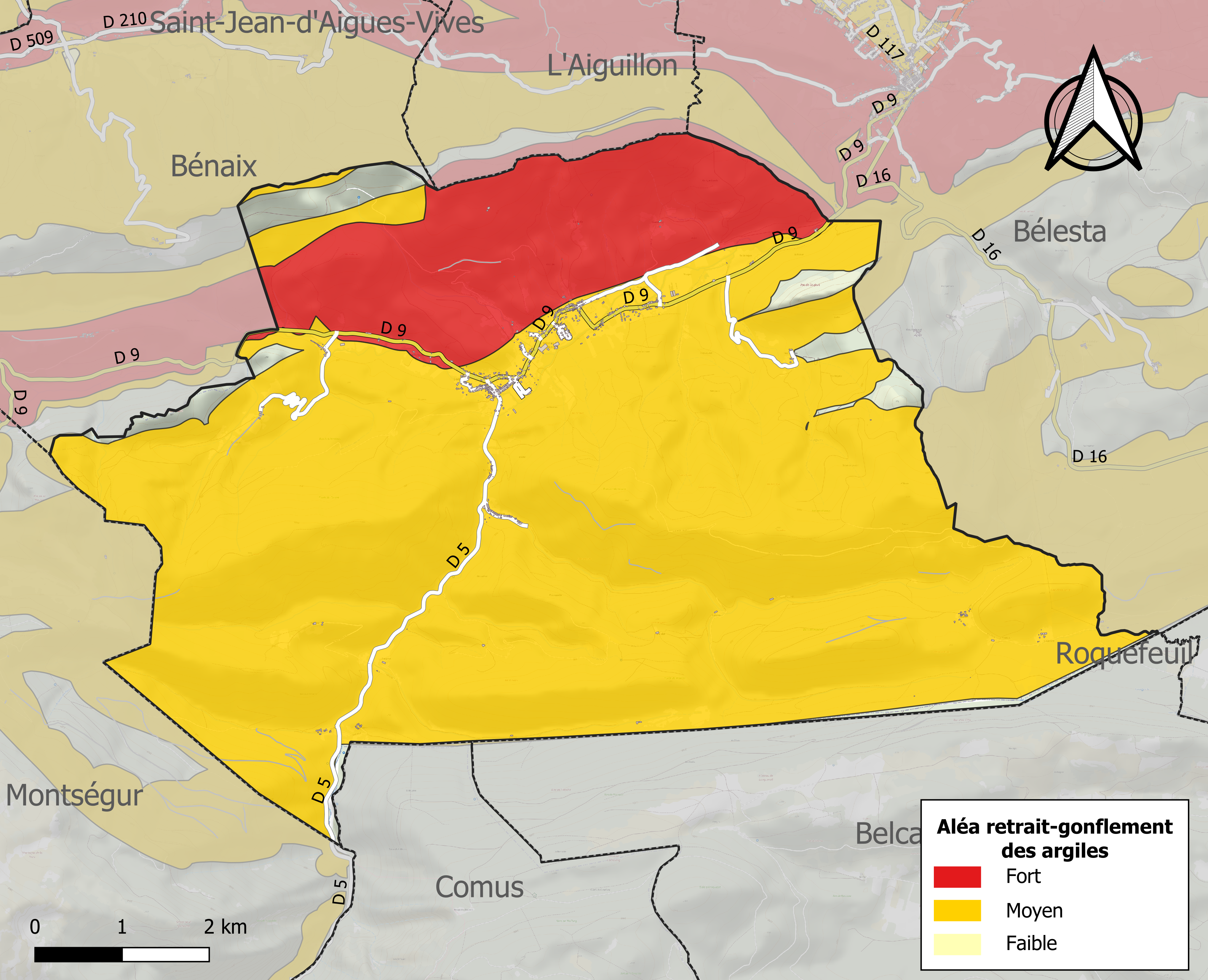
Zonage de l'aléa retrait-gonflement des argiles sur la commune de Fougax-et-Barrineuf.

Le territoire de la commune de Fougax-et-Barrineuf est vulnérable à différents aléas naturels : inondations, climatiques (grand froid ou canicule), feux de forêts, mouvements de terrains, avalanche  et séisme (sismicité modérée),.
Certaines parties du territoire communal sont susceptibles d’être affectées par le risque d’inondation par débordement, crue torrentielle d'un cours d'eau, l'Hers-Vif, ou ruissellement d'un versant. L’épisode de crue le plus marquant dans le département reste sans doute celui de 1875. Parmi les inondations marquantes plus récentes concernant l'Hers figure la crue torrentielle de 2014 de l'Hers amont impactant en particulier le village de Lassur.
Les mouvements de terrains susceptibles de se produire sur la commune sont soit des chutes de blocs, soit des glissements de terrains, soit des effondrements liés à des cavités souterraines, soit des mouvements liés au retrait-gonflement des argiles. Près de 50 % de la superficie du département est concernée par l'aléa retrait-gonflement des argiles, dont la commune de Fougax-et-Barrineuf. L'inventaire national des cavités souterraines permet par ailleurs de localiser celles situées sur la commune.
Ces risques naturels sont pris en compte dans l'aménagement du territoire de la commune par le biais d'un plan de prévention des risques (PPR) inondation, mouvement de terrain et avalanche approuvé le 27 mars 2015.

## Politique et administration

### Découpage territorial
La commune de Fougax-et-Barrineuf est membre de la communauté de communes du Pays d'Olmes, un établissement public de coopération intercommunale (EPCI) à fiscalité propre créé le 26 décembre 1995 dont le siège est à Lavelanet. Ce dernier est par ailleurs membre d'autres groupements intercommunaux.
Sur le plan administratif, elle est rattachée à l'arrondissement de Pamiers, au département de l'Ariège, en tant que circonscription administrative de l'État, et à la région Occitanie.
Sur le plan électoral, elle dépend du canton du Pays d'Olmes pour l'élection des conseillers départementaux, depuis le redécoupage cantonal de 2014 entré en vigueur en 2015, et de la première circonscription de l'Ariège  pour les élections législatives, depuis le redécoupage électoral de 1986.

### Liste des maires
| Période                                  | Période   | Identité              | Étiquette | Qualité                 |
| ---------------------------------------- | --------- | --------------------- | --------- | ----------------------- |
| mars 1971                                | mars 2008 | Pierre Demay          |           |                         |
| mars 2008                                | mai 2020  | Francis Aubert        | DVG       | Employé (secteur privé) |
| mai 2020                                 | en cours  | Hervé Antoine Laffont |           | Ancien Cadre            |
| Les données manquantes sont à compléter. |           |                       |           |                         |

## Démographie
| 1793  | 1800  | 1806  | 1821  | 1831  | 1836  | 1841  | 1846  | 1851  |
| ----- | ----- | ----- | ----- | ----- | ----- | ----- | ----- | ----- |
| 1 500 | 1 325 | 1 823 | 1 628 | 1 756 | 1 866 | 1 858 | 1 864 | 1 909 |

| 1856  | 1861  | 1866  | 1872  | 1876  | 1881  | 1886  | 1891  | 1896  |
| ----- | ----- | ----- | ----- | ----- | ----- | ----- | ----- | ----- |
| 1 699 | 1 710 | 1 588 | 1 608 | 1 549 | 1 505 | 1 556 | 1 517 | 1 506 |

| 1901  | 1906  | 1911  | 1921 | 1926 | 1931 | 1936 | 1946 | 1954 |
| ----- | ----- | ----- | ---- | ---- | ---- | ---- | ---- | ---- |
| 1 515 | 1 504 | 1 063 | 961  | 860  | 831  | 793  | 694  | 643  |

| 1962 | 1968 | 1975 | 1982 | 1990 | 1999 | 2006 | 2008 | 2013 |
| ---- | ---- | ---- | ---- | ---- | ---- | ---- | ---- | ---- |
| 594  | 542  | 508  | 492  | 506  | 448  | 499  | 513  | 453  |

| 2018 | 2022 | - | - | - | - | - | - | - |
| ---- | ---- | - | - | - | - | - | - | - |
| 434  | 430  | - | - | - | - | - | - | - |

## Économie

### Revenus
En 2018, la commune compte 202 ménages fiscaux, regroupant 407 personnes. La médiane du revenu disponible par unité de consommation est de 17 240 € (19 820 € dans le département).

### Emploi
| Division       | 2008  | 2013   | 2018   |
| -------------- | ----- | ------ | ------ |
| Commune        | 7,4 % | 12,5 % | 12,7 % |
| Département    | 8,9 % | 11,1 % | 11,2 % |
| France entière | 8,3 % | 10 %   | 10 %   |

En 2018, la population âgée de 15 à 64 ans s'élève à 229 personnes, parmi lesquelles on compte 62,9 % d'actifs (50,2 % ayant un emploi et 12,7 % de chômeurs) et 37,1 % d'inactifs,. En  2018, le taux de chômage communal (au sens du recensement) des 15-64 ans est supérieur à celui du département et de la France, alors qu'en 2008 la situation était inverse.
La commune fait partie de la couronne de l'aire d'attraction de Lavelanet, du fait qu'au moins 15 % des actifs travaillent dans le pôle,. Elle compte 51 emplois en 2018, contre 70 en 2013 et 54 en 2008. Le nombre d'actifs ayant un emploi résidant dans la commune est de 117, soit un indicateur de concentration d'emploi de 43,7 % et un taux d'activité parmi les 15 ans ou plus de 37,4 %.
Sur ces 117 actifs de 15 ans ou plus ayant un emploi, 37 travaillent dans la commune, soit 32 % des habitants. Pour se rendre au travail, 74,4 % des habitants utilisent un véhicule personnel ou de fonction à quatre roues, 2,6 % s'y rendent en deux-roues, à vélo ou à pied et 23,1 % n'ont pas besoin de transport (travail au domicile).

### Activités hors agriculture
32 établissements sont implantés  à Fougax-et-Barrineuf au 31 décembre 2019. Le tableau ci-dessous en détaille le nombre par secteur d'activité et compare les ratios avec ceux du département,.
| Secteur d'activité                                                                                        | Commune | Commune | Département |
| Secteur d'activité                                                                                        | Nombre  | %       | %           |
| --- | ------- | ------- | ----------- |
| Ensemble                                                                                                  | 32      |         |             |
| Industrie manufacturière, industries extractives et autres                                                | 8       | 25 %    | (12,9 %)    |
| Construction                                                                                              | 2       | 6,3 %   | (14,2 %)    |
| Commerce de gros et de détail, transports, hébergement et restauration                                    | 10      | 31,3 %  | (27,5 %)    |
| Activités immobilières                                                                                    | 1       | 3,1 %   | (4,2 %)     |
| Activités spécialisées, scientifiques et techniques et activités de services administratifs et de soutien | 7       | 21,9 %  | (13,2 %)    |
| Administration publique, enseignement, santé humaine et action sociale                                    | 2       | 6,3 %   | (14,4 %)    |
| Autres activités de services                                                                              | 2       | 6,3 %   | (8,8 %)     |

Le secteur du commerce de gros et de détail, des transports, de l'hébergement et de la restauration est prépondérant sur la commune puisqu'il représente 31,3 % du nombre total d'établissements de la commune (10 sur les 32 entreprises implantées  à Fougax-et-Barrineuf), contre 27,5 % au niveau départemental.

### Agriculture
|                                   | 1988 | 2000 | 2010 |
| --------------------------------- | ---- | ---- | ---- |
| Exploitations                     | 14   | 5    | 5    |
| Superficie agricole utilisée (ha) | 279  | 101  | 94   |

La commune fait partie de la petite région agricole dénommée « Région sous-pyrénéenne ». En 2010, l'orientation technico-économique de l'agriculture  sur la commune est la polyculture et le polyélevage. Cinq exploitations agricoles ayant leur siège dans la commune sont dénombrées lors du recensement agricole de 2010 (douze en 1988). La superficie agricole utilisée est de 94 ha.

## Culture locale et patrimoine

### Lieux et monuments
- Les gorges de la Frau.
- Église Saint-Joseph de Barrineuf.
- Église Saint-Michel de Fougax.
- Hameau de l'Alibert.

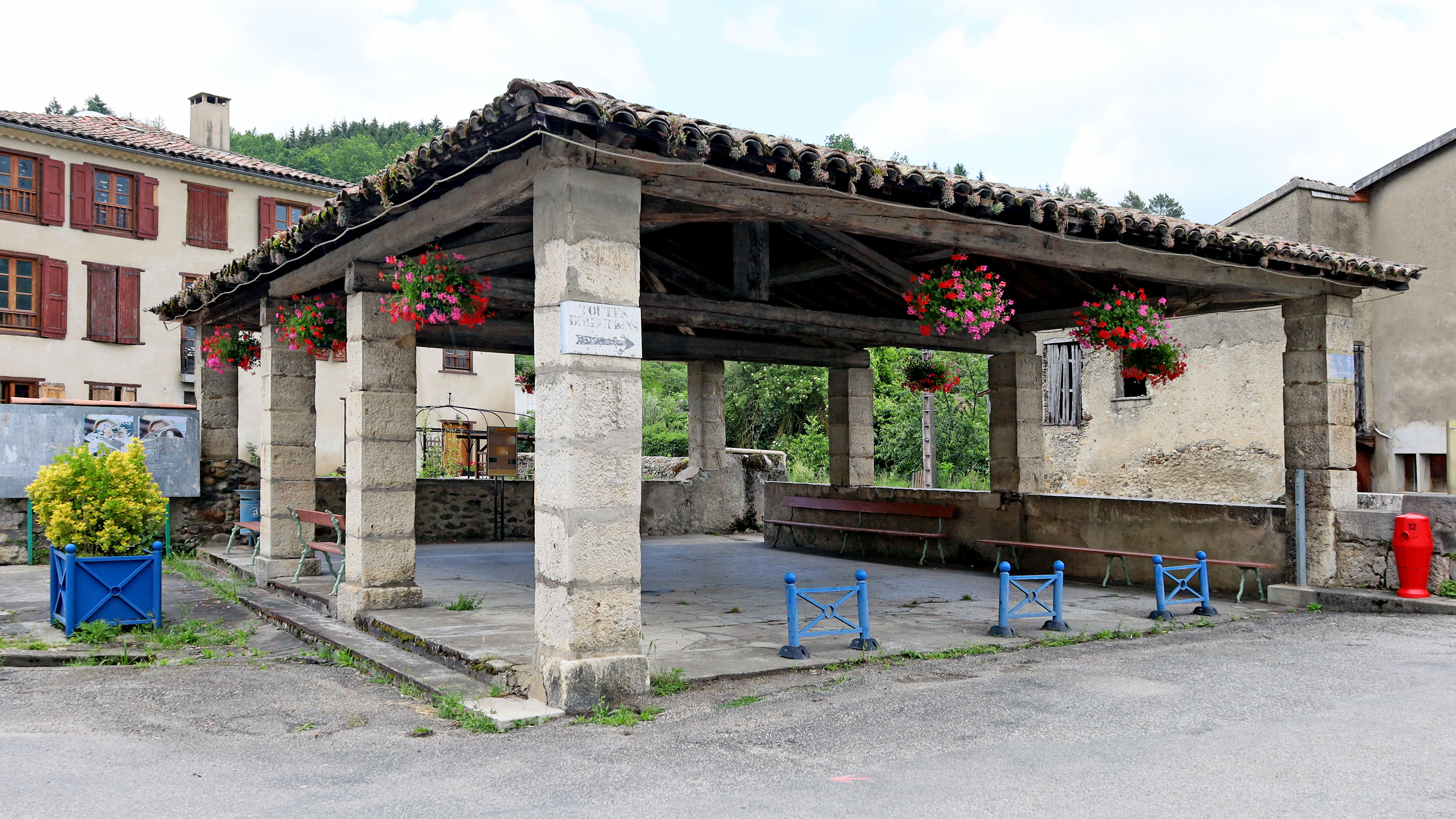
La halle de Fougax.
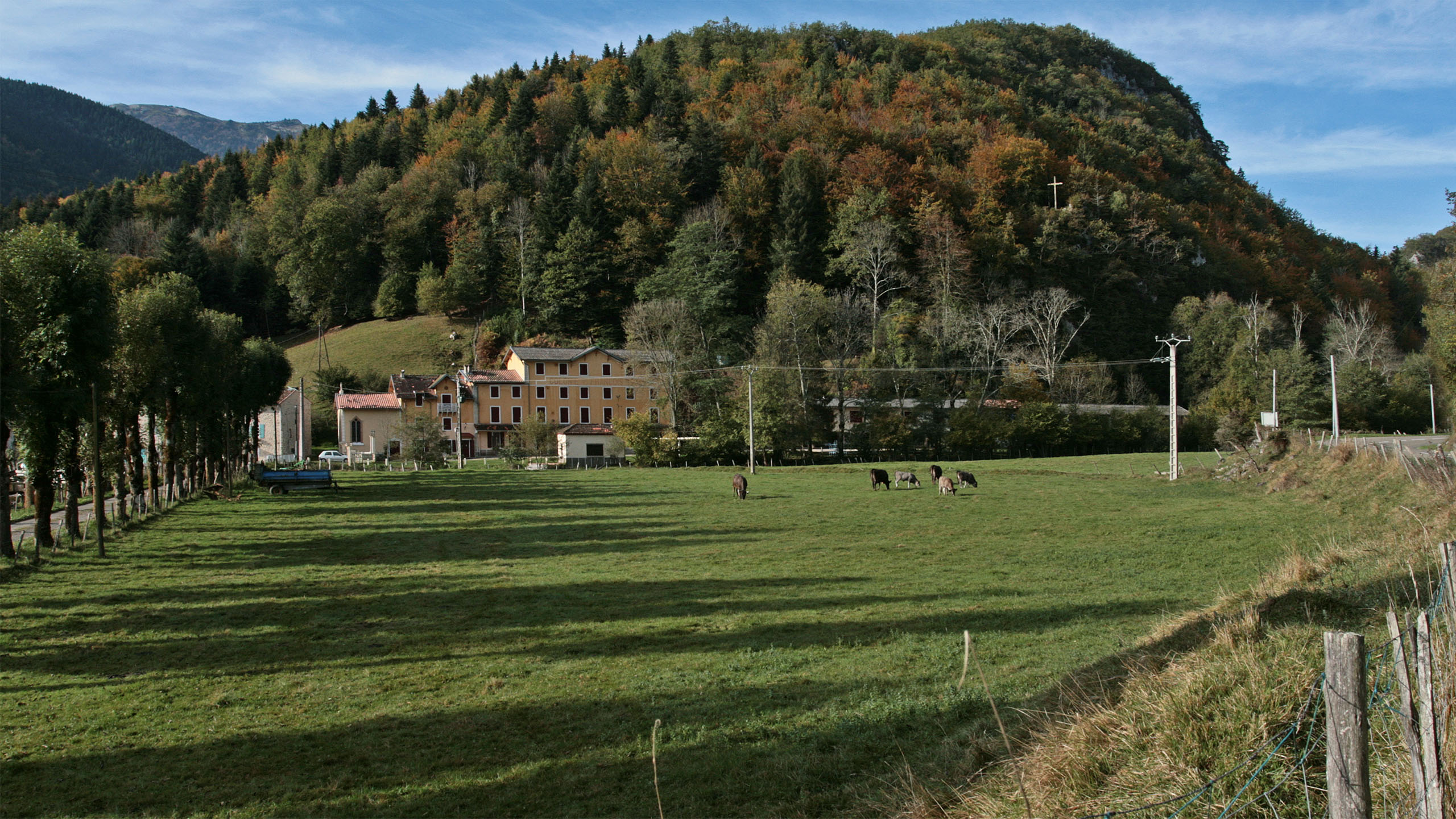
Lieu dit Contès.
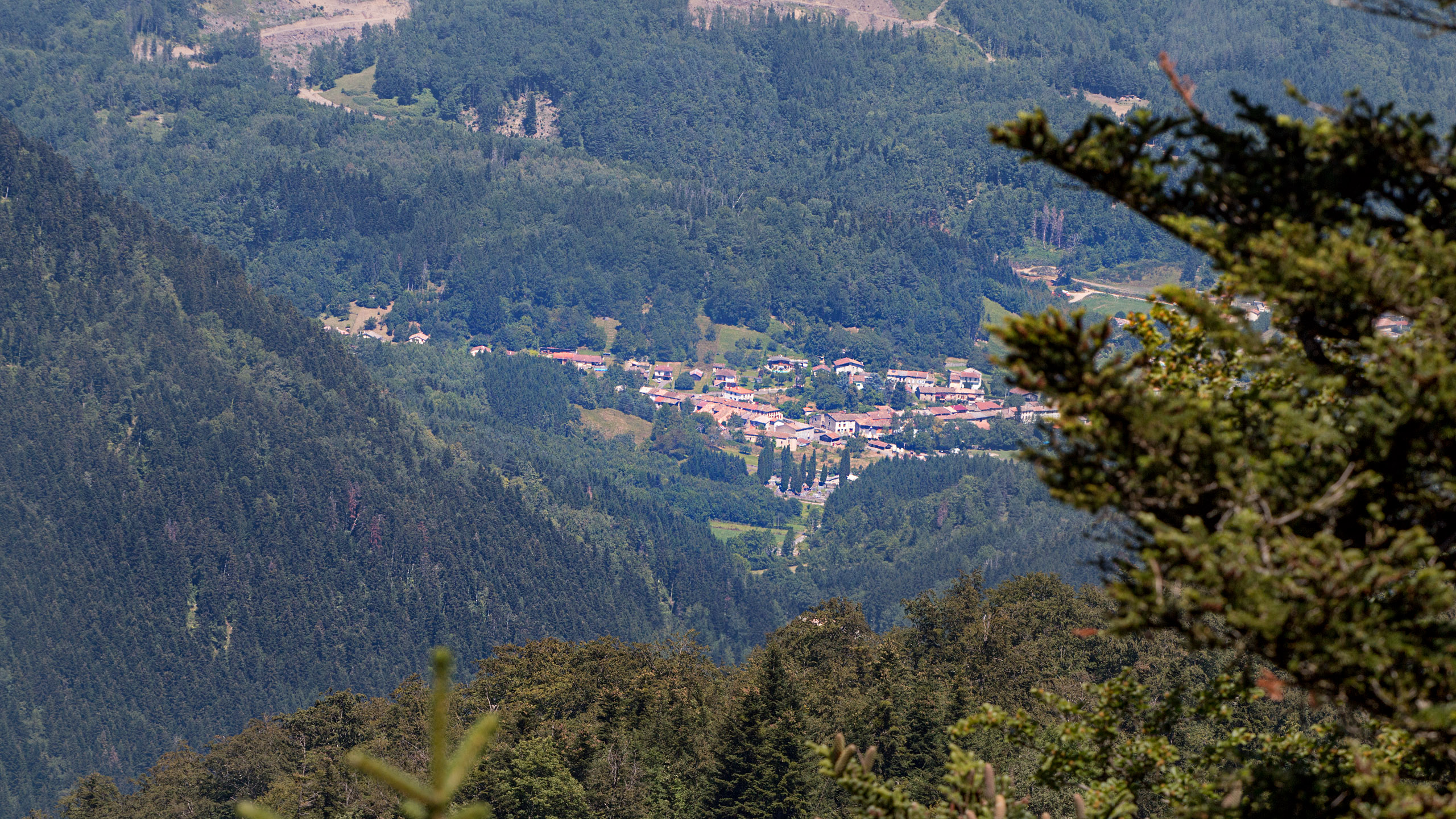
Le village vu de la Route des Sapins (Comus).
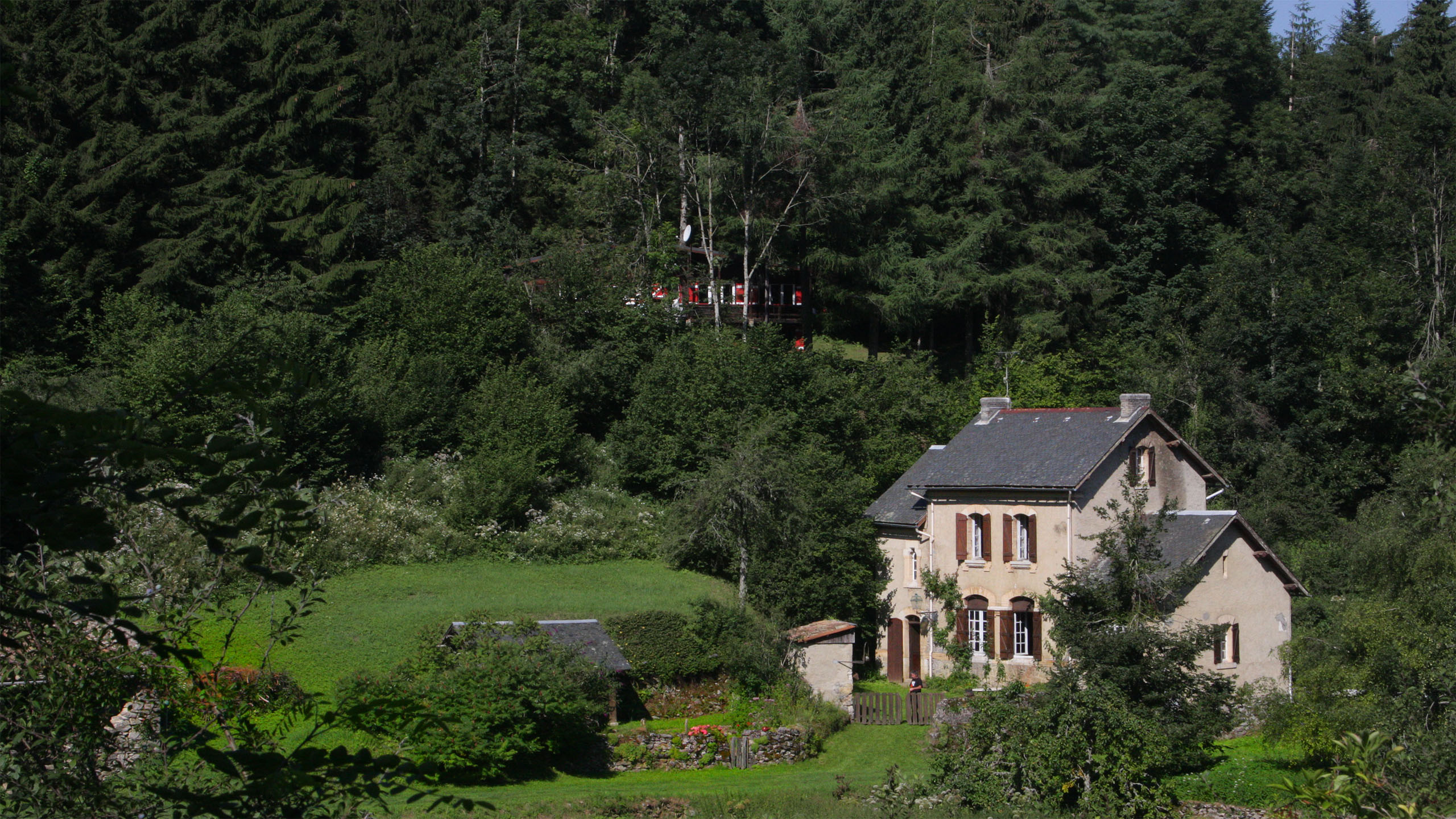
L'ancienne école du hameau de l'Alibert.
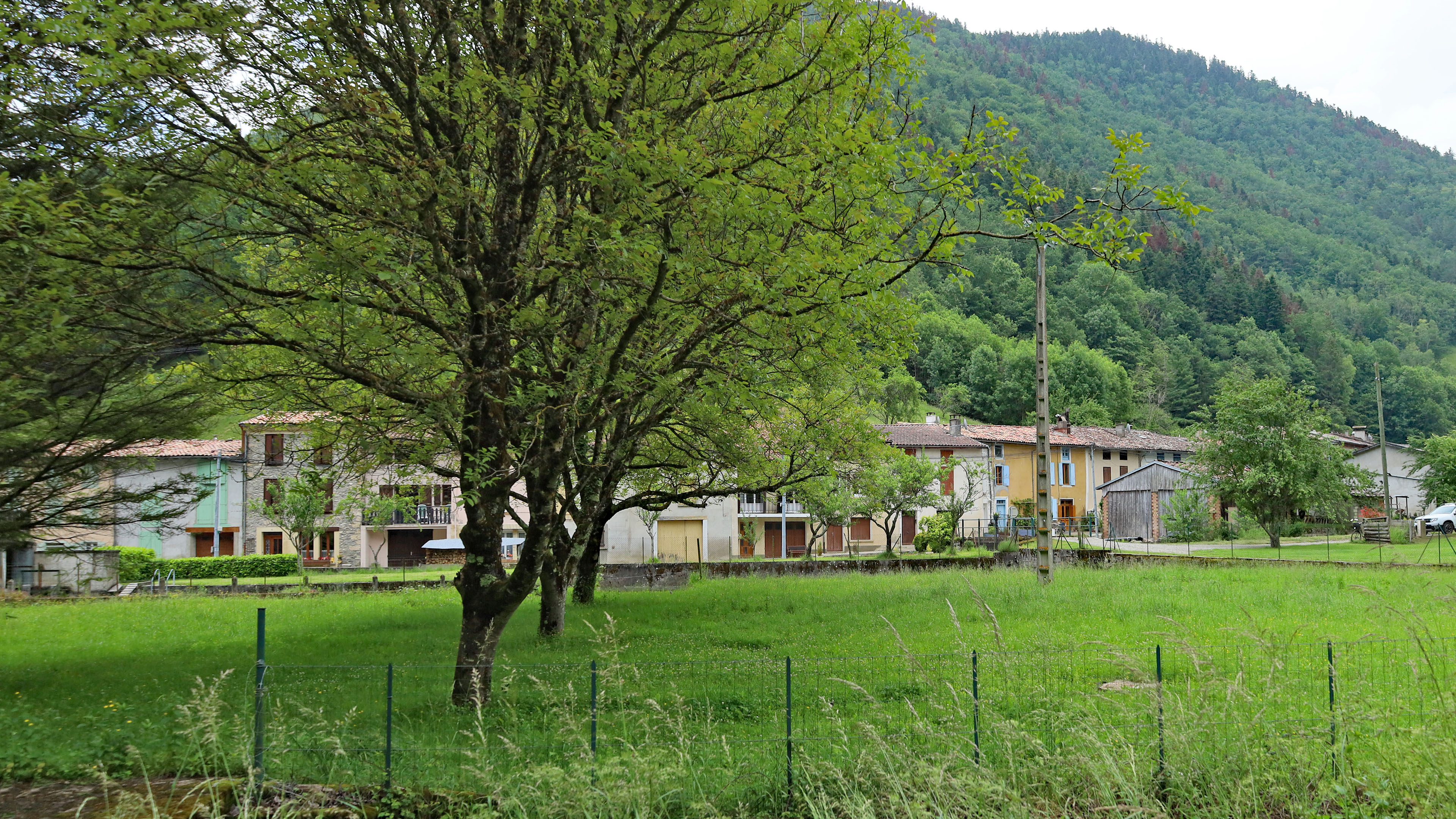
Le hameau de l'Espine.
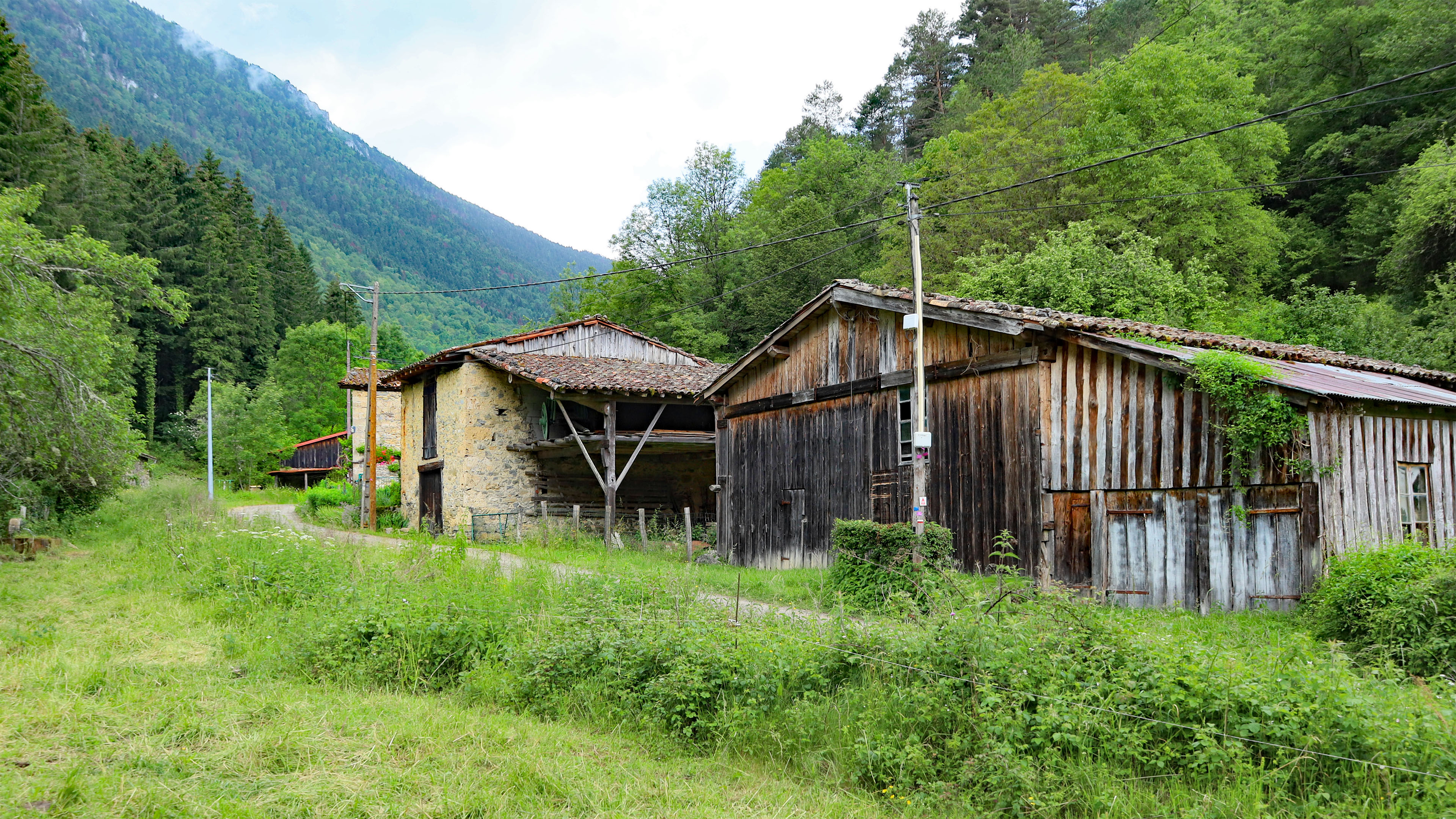
Le hameau de Pélail.
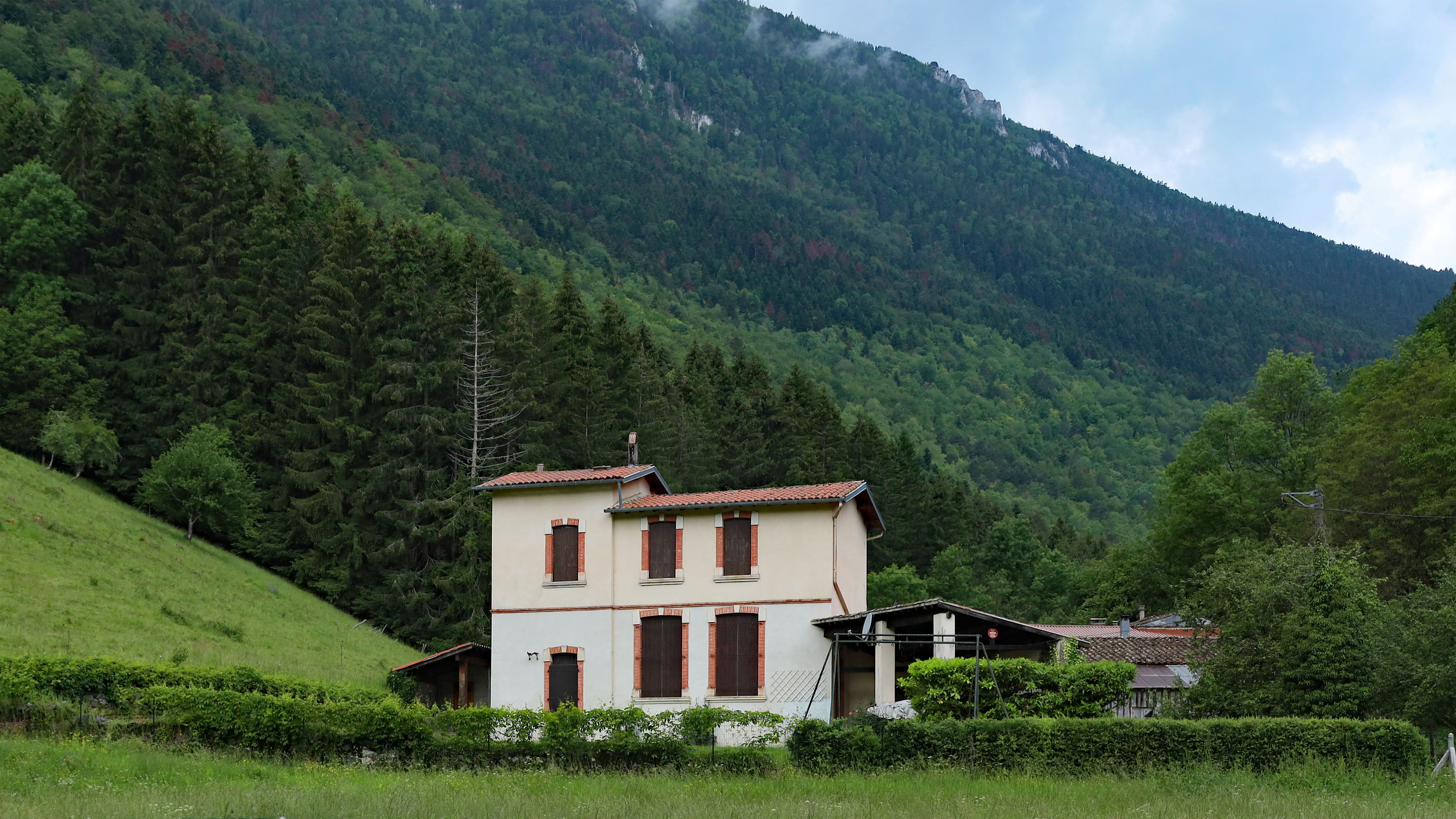
L'ancienne école du hameau de Pélail.
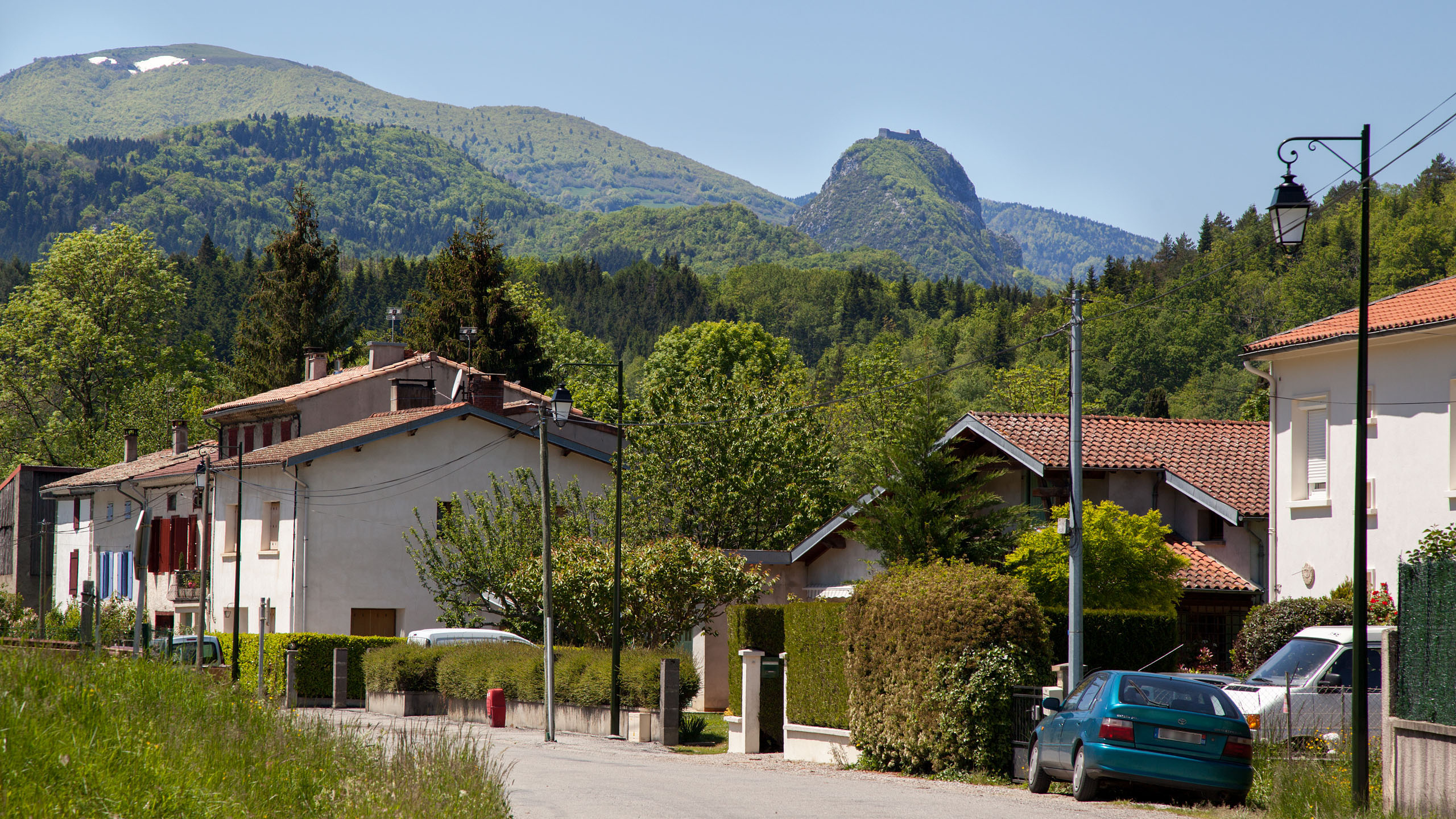
En route vers Montségur

### Personnalités liées à la commune
- Samuel Beckett évoque le village de Fougax-et-Barrineuf dans sa pièce de théâtre intitulée Oh les beaux jours. Cette évocation a inspiré à Yves Le Pestipon un ouvrage intitulé Samuel Beckett à Fougax-et-Barrineuf illustré par des photos d'Agnès Birebent née à Fougax-Barrineuf[59].
- Adelin Moulis, originaire de Fougax-et-Barrineuf, a composé une cinquantaine d'ouvrages. C'était un historien, un  poète, un folkloriste.. Il a ainsi écrit quelques pages sur les "armières" de Fougax-et-Barrineuf[60].

## Pour approfondir